# Breakthrough of the Year
O Breakthrough of the Year  é um prêmio anual concedido pela revista científica Science para o desenvolvimento mais significante em pesquisa científica. Iniciado em 1989 como Molecule of the Year, e inspirado no Pessoa do Ano da revista Time, foi renomeado para Breakthrough of the Year em 1996. O Breakthrough of the Year é amplamente reconhecido como uma das maiores distinções em ciência.

## Molecule of the Year
- 1989 Reação em cadeia da polimerase e DNA polimerase[1]
- 1990 Manufatura de diamante sintético[2]
- 1991 Buckminsterfulereno[3]
- 1992 Óxido nítrico[4]
- 1993 p53[5]
- 1994 Enzima de reparo de DNA[6]

Desde 2002 o Molecule of the Year é concedido pela International Society for Molecular and Cell Biology and Biotechnology Protocols and Researches (ISMCBBPR).
- 2002 All-trans-Ácido retinoico[8]
- 2003 Adenovírus GP&NP da vacina ébola[9]
- 2004 Imidazoleacetic acid-ribotide[10]
- 2005 4E10[11]
- 2006 hsa-mir-155 e hsa-let-7a-2[12]
- 2007 PKD2L1[13]
- 2008 anti-SAG 421-433 catalytic IgA[14]
- 2009 Sleeping Beauty transposon system[15]
- 2010 FOXM1[16][17][18][19]
- 2011 BMP7[20]

## Breakthrough of the Year
- 1996: Entendimento do vírus da imunodeficiência humana (HIV)[21]
- 1997: Ovelha Dolly, o primeiro mamífero a ser clonado de células adultas[22]
- 1998: Expansão acelerada do universo, matéria escura[23]
- 1999: conquista da promessa de rejuvenescimento com células-tronco[24]
- 2000: Sequenciamento completo do genoma[25]
- 2001: Nanocircuito ou circuito em escala molecular[26]
- 2002: RNA interferente[27]
- 2003: Energia escura[28]
- 2004: Veículo de exploração espacial Spirit pousado em Marte[29]
- 2005: Evolução em ação[30]
- 2006: Prova da conjectura de Poincaré[31]
- 2007: Variação genética humana[32]
- 2008: Reprogramação celular[33]
- 2009: Ardipithecus[34]
- 2010: A primeira máquina quântica[35]
- 2011: Ensaio clínico HPTN 052[36]
- 2012: Descoberta do bóson de Higgs[37]
- 2013: Imunoterapia do câncer[38]